# Something to Write Home About
サムシング・トゥ・ライト・ホーム・アバウト（Something to Write Home About）は、1999年9月28日にリリースされたアメリカのロックバンドであるゲット・アップ・キッズ(The Get Up Kids）の2番目のスタジオアルバム。

## バックグラウンド
共同プロデューサーであり録音とミックスを行ったチャド・ブリンマン、追加のエンジニアリングを行ったアレックス・ブラールと共にプロデュースしたアルバムである。 
アルバムは北米のビルボードヒートシーカーズ200アルバムチャートで31位に達し、多くの称賛を集めた。また、キーボードを演奏するジェームズ・デウィーズを含む最初のアルバムである。    
前作、フォー・ミニッツ・マイルがメジャーレーベルのオファーをもたらした後、バンドはMojo Recordsとの契約を結ぶ。しかし、インディーレーベルに固執しVagrant Recordsと次のアルバムにサインすることを決めた 。
サウンドはラジオ指向になり、メロディのコーラスとフックを増やしてバンドのファン層を増やした。 

## 評価
| 専門評論家によるレビュー      | 専門評論家によるレビュー |
| レビュー・スコア              | レビュー・スコア         |
| 出典                          | 評価                     |
| ----------------------------- | ------------------------ |
| AllMusic                      | [ 3 ]                    |
| Drowned in Sound              | 9/10                     |
| Melody Maker                  | [ 5 ]                    |
| NME                           | 7/10                     |
| Pitchfork                     | 2.0/10                   |
| PopMatters                    | 8/10                     |
| Record Collector              | [ 9 ]                    |
| The Rolling Stone Album Guide | [ 10 ]                   |
| Spin                          | 6/10                     |

Something to Write Home About はBillboard Heatseekers Albumsで31位にチャートインし、 2000年の終わりまでに100,000部以上を売り上げた。2015年には、Vinyl Albums チャートで16位にランクインした。
評論家のKembrew McLeodは、MTV Newsに寄せたこのアルバムについての論評でThe Get Up Kidsについて「確かにGreen DayやBlink-182と同じスタイルのバブルパンクではないが、正しいシーケンスの音や完璧なハーモニーがもたらす純粋な喜びを彼らは決して忘れていない」と書いている。
2008年Pryorは、DVDと写真の小冊子を含む10周年記念パッケージとしてアルバムを再リリースすると発表した。2009年2月、DoghouseRecordsはアルバムの再販を開始した。10周年記念版は9月8日にリリースされた。これには数年ぶりのライブの録音とアルバムの作成のドキュメンタリーを収録したDVDが含まれ、7つのデモ録音もダウンロード可能であった。
このアルバムは、エモ＆ポップパンクのジャンルのベストリストに掲載された。同様に、収録曲「Action & Action」は、Vultureの「最高のエモ曲リスト」に選ばれた。2014年、Riot Festの10周年記念の一環として、アルバム全体を演奏するライブを行った。2015年にはRockSoundが選ぶ「モダンクラシック101曲」の97番に選ばれた。後に、同誌の「生涯で最高のアルバムリスト」の102番にランク付けされた。

## 収録曲
| 全作詞・作曲: The Get Up Kids。 |                                 |                 |                 |      |
| #                               | タイトル                        | 作詞            | 作曲・編曲      | 時間 |
| 1.                              | 「Holiday」                     | The Get Up Kids | The Get Up Kids | 3:29 |
| 2.                              | 「Action & Action」             | The Get Up Kids | The Get Up Kids | 4:05 |
| 3.                              | 「Valentine」                   | The Get Up Kids | The Get Up Kids | 4:19 |
| 4.                              | 「Red Letter Day」              | The Get Up Kids | The Get Up Kids | 2:56 |
| 5.                              | 「Out of Reach」                | The Get Up Kids | The Get Up Kids | 3:46 |
| 6.                              | 「Ten Minutes」                 | The Get Up Kids | The Get Up Kids | 3:12 |
| 7.                              | 「The Company Dime」            | The Get Up Kids | The Get Up Kids | 4:06 |
| 8.                              | 「My Apology」                  | The Get Up Kids | The Get Up Kids | 3:24 |
| 9.                              | 「I'm a Loner Dottie, a Rebel」 | The Get Up Kids | The Get Up Kids | 3:08 |
| 10.                             | 「Long Goodnight」              | The Get Up Kids | The Get Up Kids | 4:48 |
| 11.                             | 「Close to Home」               | The Get Up Kids | The Get Up Kids | 3:50 |
| 12.                             | 「I'll Catch You」              | The Get Up Kids | The Get Up Kids | 4:22 |

| #   | タイトル                    | 作詞 | 作曲・編曲 | 時間 |
| --- | --------------------------- | ---- | ---------- | ---- |
| 13. | 「Forgive and Forget」      |      |            | 3:24 |
| 14. | 「Regret」(New Order cover) |      |            | 5:00 |

| #   | タイトル                  | 作詞 | 作曲・編曲 | 時間 |
| --- | ------------------------- | ---- | ---------- | ---- |
| 13. | 「Forgive and Forget」    |      |            | 3:24 |
| 14. | 「Central Standard Time」 |      |            | 3:22 |

## 制作スタッフ
| メンバー - マット・プリオール(Matt Pryor) - ギター, ヴォーカル - ジム・サプティック(Jim Suptic) - ギター, ヴォーカル - ジェイムス・ドゥウィーズ(James Dewees) - キーボード、 ヴォーカル - ロブ・ポープ(Rob Pope) - ベース - ライアン・ポープ(Ryan Pope) - ドラム 制作 - Alex Brahl - プロデューサー、アシスタントエンジニア - Chad Blinman - プロデューサー、ミキシング、レコーディング - Dale Lawton - アシスタント - Ramon Breton - マスタリング - Rich Egan - マネジメント | デザイン - Travis Millard - アートワーク - Sam Spencer - デザイン、レイアウト DVD映像 - Michael Dubin - アーカイブ映像、写真 - Adam Rothelin - プロデュース、監督、編集 |

## チャート
オリジナルリリース
| チャート (1999)                   | 最高位 |
| --------------------------------- | ------ |
| US Heatseekers Albums (Billboard) | 31     |

再発売時
| チャート (2015)             | 最高位 |
| --------------------------- | ------ |
| US Vinyl Albums (Billboard) | 16     |

1. 1 2  Woodbury, Jason P. (2009年9月24日). “The Get Up Kids Really Were Worth Writing Home About”. Phoenix New Times. 2015年1月20日時点のオリジナルよりアーカイブ。2019年2月19日閲覧。
2. ↑  “Did The Get Up Kids Really Invent Emo?”. NME (2009年7月29日). 2017年8月22日時点のオリジナルよりアーカイブ。2019年2月19日閲覧。
3. ↑  Johnson, Zac. “Something to Write Home About – The Get Up Kids”. AllMusic. 2012年6月3日時点のオリジナルよりアーカイブ。2009年9月30日閲覧。
4. ↑  Skinner, James (2009年9月17日). “Album Review: The Get Up Kids – Something To Write Home About (Tenth Anniversary Edition)”. Drowned in Sound. 2009年9月22日時点のオリジナルよりアーカイブ。2009年9月30日閲覧。
5. ↑  Melody Maker 2000, p. 48
6. ↑  Chick, Stevie (2000年2月26日). “The Get Up Kids – Something To Write Home About”. NME. 2000年4月10日時点のオリジナルよりアーカイブ。2017年10月27日閲覧。
7. ↑  DiCrescenzo, Brent (1999年9月21日). “The Get Up Kids: Something to Write Home About”. Pitchfork. 2009年9月26日時点のオリジナルよりアーカイブ。2009年9月30日閲覧。
8. ↑  Browning, Rob (2010年1月3日). “The Get Up Kids: Something to Write Home About”. PopMatters. 2017年10月27日時点のオリジナルよりアーカイブ。2017年10月27日閲覧。
9. ↑  Pearlman 2009, p. 95
10. ↑  Soults 2004, p. 330
11. ↑  Beaujon 1999, p. 220
12. 1 2  "The Get Up Kids Chart History (Heatseekers Albums)". Billboard.  2019年2月19日閲覧。
13. 1 2  "The Get Up Kids Chart History (Vinyl Albums)". Billboard.  2019年2月19日閲覧。
14. ↑  McLeod, Kembrew (1999年12月29日). “Pretty Punk-Pop”.   MTV. 2019年2月15日時点のオリジナルよりアーカイブ。2019年2月14日閲覧。

## 参照資料
引用
ソース